# Copa de baloncesto de Italia 2024
La 56ª edición de la Copa de baloncesto de Italia (en italiano Coppa Italia y por motivos de patrocinio Frecciarossa Final Eight 2024) se celebró en Turín del 14 al 18 de febrero de 2024. El campeón fue el GeVi Napoli, que lograba así su primer título de copa, derrotando en la final al EA7 Emporio Armani Milano.

## Clasificación
Lograban la clasificación para disputar la Coppa Italia los ocho primeros clasificados de la Lega al final de la primera vuelta de la competición.
| - Umana Reyer Venezia - Germani Brescia - Segafredo Virtus Bologna - EA7 Emporio Armani Milano | - Dolomiti Energia Trento - UNAHOTELS Reggio Emilia - GeVi Napoli - Estra Pistoia |

## Cuadro final
|  | Cuartos de final | Cuartos de final          | Cuartos de final |                           |     | Semifinales         | Semifinales | Semifinales |  |   | Final                     | Final | Final |  |
|  |                  |                           |                  |                           |     |                     |             |             |  |   |                           |       |       |  |
|  |                  |                           |                  |                           |     |                     |             |             |  |   |                           |       |       |  |
|  | 1                | Umana Reyer Venezia       | 86               |                           |     |                     |             |             |  |   |                           |       |       |  |
|  | 1                | Umana Reyer Venezia       | 86               |                           |     |                     |             |             |  |   |                           |       |       |  |
|  | 8                | Estra Pistoia             | 71               |                           |     |                     |             |             |  |   |                           |       |       |  |
|  | 8                | Estra Pistoia             | 71               |                           | 1   | Umana Reyer Venezia | 77          |             |  |   |                           |       |       |  |
|  |                  |                           |                  |                           | 1   | Umana Reyer Venezia | 77          |             |  |   |                           |       |       |  |
|  |                  |                           | 4                | EA7 Emporio Armani Milano | 100 |                     |             |             |  |   |                           |       |       |  |
|  | 4                | EA7 Emporio Armani Milano | 4                | EA7 Emporio Armani Milano | 100 | 80                  |             |             |  |   |                           |       |       |  |
|  | 4                | EA7 Emporio Armani Milano |                  |                           |     |                     |             |             |  |   |                           |       |       |  |
|  | 5                | Dolomiti Energia Trento   | 57               |                           |     |                     |             |             |  |   |                           |       |       |  |
|  | 5                | Dolomiti Energia Trento   | 57               |                           |     |                     |             |             |  | 4 | EA7 Emporio Armani Milano | 72    |       |  |
|  |                  |                           |                  |                           |     |                     |             |             |  | 4 | EA7 Emporio Armani Milano | 72    |       |  |
|  |                  |                           | 7                | Gevi Napoli               | 77  |                     |             |             |  |   |                           |       |       |  |
|  | 2                | Germani Brescia           | 7                | Gevi Napoli               | 77  | 74                  |             |             |  |   |                           |       |       |  |
|  | 2                | Germani Brescia           |                  |                           |     |                     |             |             |  |   |                           |       |       |  |
|  | 7                | Gevi Napoli               | 80               |                           |     |                     |             |             |  |   |                           |       |       |  |
|  | 7                | Gevi Napoli               | 80               |                           | 7   | Gevi Napoli         | 87          |             |  |   |                           |       |       |  |
|  |                  |                           |                  |                           | 7   | Gevi Napoli         | 87          |             |  |   |                           |       |       |  |
|  |                  |                           | 6                | UnaHotels Reggio Emilia   | 78  |                     |             |             |  |   |                           |       |       |  |
|  | 3                | Virtus Segafredo Bologna  | 6                | UnaHotels Reggio Emilia   | 78  | 72                  |             |             |  |   |                           |       |       |  |
|  | 3                | Virtus Segafredo Bologna  |                  |                           |     |                     |             |             |  |   |                           |       |       |  |
|  | 6                | UnaHotels Reggio Emilia   | 81               |                           |     |                     |             |             |  |   |                           |       |       |  |
|  | 6                | UnaHotels Reggio Emilia   | 81               |                           |     |                     |             |             |  |   |                           |       |       |  |
|  |                  |                           |                  |                           |     |                     |             |             |  |   |                           |       |       |  |

## Cuartos de final

### EA7 Emporio Armani Milano vs. Dolomiti Energia Trento
| 14 de febrero de 2024 | EA7 Emporio Armani Milano                                        | 80–57                                | Dolomiti Energia Trento                                       | |  |
| 18:00                 | Parciales: 20–17, 19–6, 26–12, 15–22                             | Parciales: 20–17, 19–6, 26–12, 15–22 | Parciales: 20–17, 19–6, 26–12, 15–22                          | |  |
|                       | Estadísticas Shields, Voigtmann 14 Nicolò Melli 7 Nicolò Melli 4 | Reporte Pts Reb Asts                 | Estadísticas Prentiss Hubb 12 Kamar Baldwin 7 Prentiss Hubb 4 | Pabellón: Palasport Olimpico, Turín Árbitros: C. Paternico', M. Rossi, V. Grigioni Televisión: Eleven, Eurosport, Nove |  |

### Umana Reyer Venezia vs. Estra Pistoia
| 14 de febrero de 2024 | Umana Reyer Venezia                                               | 86–71                                 | Estra Pistoia                                                | |  |
| 20:45                 | Parciales: 19–19, 17–18, 25–16, 25–18                             | Parciales: 19–19, 17–18, 25–16, 25–18 | Parciales: 19–19, 17–18, 25–16, 25–18                        | |  |
|                       | Estadísticas Rayjon Tucker 23 Mfiondu Kabengele 13 Marco Spissu 7 | Reporte Pts Reb Asts                  | Estadísticas Charlie Moore 20 Carl Wheatle 9 Charlie Moore 5 | Pabellón: Palasport Olimpico, Turín Árbitros: R. Begnis, C. Lo Guzzo, D. Quarta Televisión: Eleven, Eurosport, Nove |  |

### Virtus Segafredo Bologna vs. UnaHotels Reggio Emilia
| 15 de febrero de 2024 | Virtus Segafredo Bologna                                                   | 72–81                                 | UnaHotels Reggio Emilia                                           | |  |
| 18:00                 | Parciales: 20–15, 17–19, 17–19, 18–28                                      | Parciales: 20–15, 17–19, 17–19, 18–28 | Parciales: 20–15, 17–19, 17–19, 18–28                             | |  |
|                       | Estadísticas Tornike Shengelia 20 Tornike Shengelia 10 Alessandro Pajola 4 | Reporte Pts Reb Asts                  | Estadísticas Langston Galloway 20 Mouhamed Faye 6 Briante Weber 6 | Pabellón: Palasport Olimpico, Turín Árbitros: L. Baldini, A. Perciavalle, C. Borgo Televisión: Eleven, Eurosport, Nove |  |

### Germani Brescia vs. GeVi Napoli
| 15 de febrero de 2024 | Germani Brescia                                                  | 74–80                                 | Gevi Napoli                                                  | |  |
| 20:45                 | Parciales: 11–19, 19–15, 16–27, 28–19                            | Parciales: 11–19, 19–15, 16–27, 28–19 | Parciales: 11–19, 19–15, 16–27, 28–19                        | |  |
|                       | Estadísticas Kenny Gabriel 19 Miro Bilan 12 Della Valle, Bilan 5 | Reporte Pts Reb Asts                  | Estadísticas Jacob Pullen 25 Tomislav Zubcic 9 Tyler Ennis 8 | Pabellón: Palasport Olimpico, Turín Árbitros: S. Lanzarini, A. Valzani, E. Gonella Televisión: Eleven, Eurosport, Nove |  |

## Semifinales

### Umana Reyer Venezia vs. EA7 Emporio Armani Milano
| 17 de febrero de 2024 | Umana Reyer Venezia                                                      | 77–100                                | EA7 Emporio Armani Milano                                      | |  |
| 18:00                 | Parciales: 20-31, 17-29, 21-14, 19-26                                    | Parciales: 20-31, 17-29, 21-14, 19-26 | Parciales: 20-31, 17-29, 21-14, 19-26                          | |  |
|                       | Estadísticas' Mfiondu Kabengele 18 tres jugadores 6 Spissu, De Nicolao 4 | Reporte Pts Reb Asts                  | Estadísticas Shavon Shields 28 Nicolò Melli 9 Shabazz Napier 6 | Pabellón: Pala Alpitour, Turín Árbitros: M. Mazzoni, C. Lo guzzo, D. Borgioni Televisión: Eleven, Eurosport, Nove |  |

### GeVi Napoli vs. UnaHotels Reggio Emilia
| 17 de febrero de 2024 | Gevi Napoli                                               | 87–78                | UnaHotels Reggio Emilia                                          | |  |
| 20:45                 |                                                           |                      |                                                                  | |  |
|                       | Estadísticas Jacob Pullen 21 Tyler Ennis 13 Tyler Ennis 6 | Reporte Pts Reb Asts | Estadísticas Atkins, Chillo 15 Weber, Vitali 8 Galloway, Weber 4 | Pabellón: Pala Alpitour, Turín Árbitros: B. Attard, M. Bartoli, A. Valzani Televisión: Eleven, Eurosport, Nove |  |

## Final

### EA7 Emporio Armani Milano vs. GeVi Napoli
| 18 de febrero de 2024 | EA7 Emporio Armani Milano                                    | 76–84                                 | Gevi Napoli                                              | |  |
| 17:45                 | Parciales: 19–24, 17–19, 17–17, 19–17                        | Parciales: 19–24, 17–19, 17–17, 19–17 | Parciales: 19–24, 17–19, 17–17, 19–17                    | |  |
|                       | Estadísticas Nicolò Melli 20 Nicolò Melli 8 tres jugadores 4 | Reporte Pts Reb Asts                  | Estadísticas 21 Tyler Ennis 7 Ennis, Owens 7 Tyler Ennis | Pabellón: Pala Alpitour, Turín Árbitros: S. Lanzarini, D. Borgioni, E. Gonella Televisión: Eleven, Eurosport, Nove |  |